# Nachtigallenboden

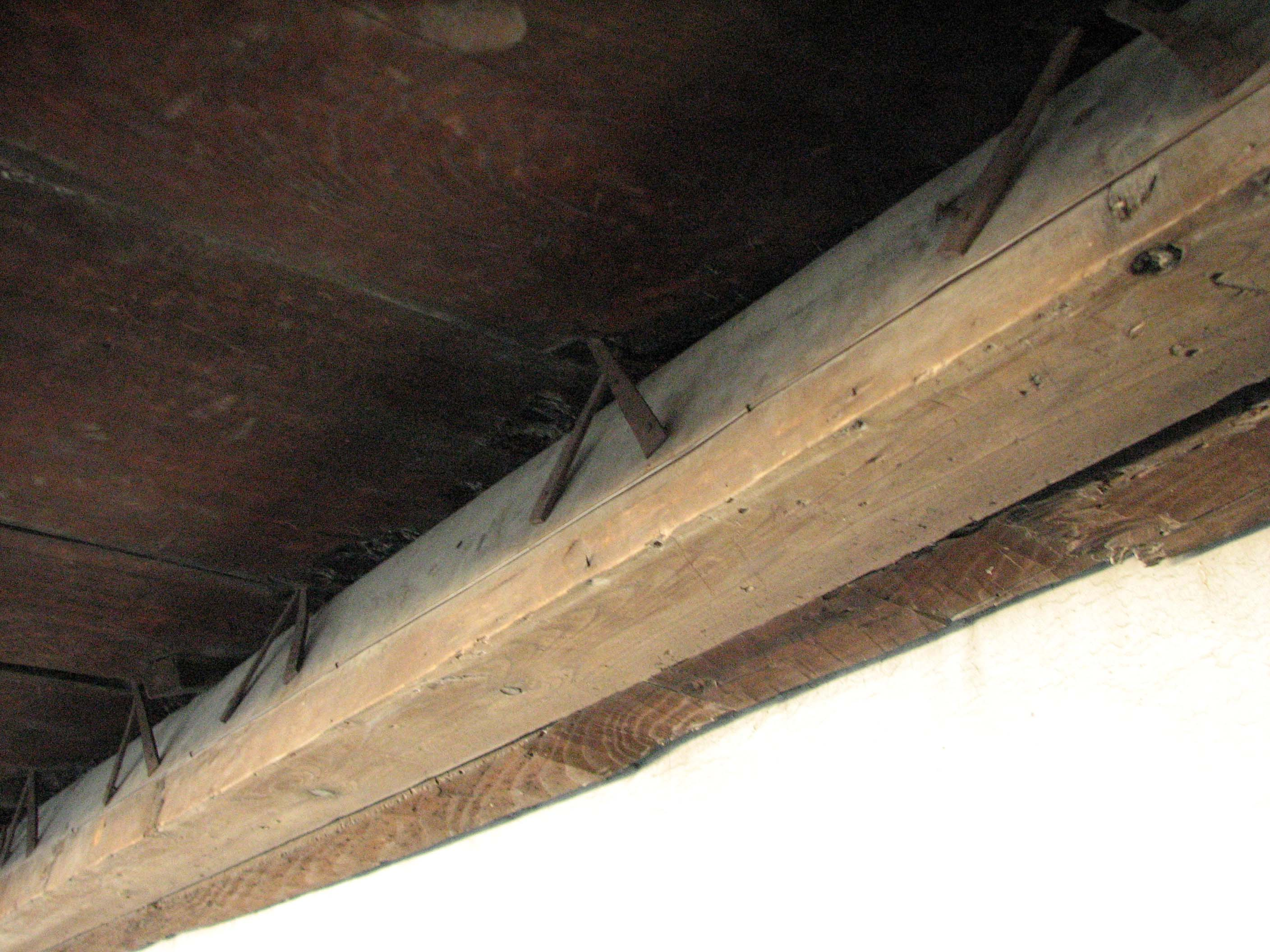
Bei einem Nachtigallenboden verursachen Nägel unter Belastung ein zirpendes Geräusch.

Ein Nachtigallenboden (jap. 鴬張り, uguisubari) anhörenⓘ ist ein hölzerner Fußboden, der bei jedem Schritt ein zirpendes Geräusch verursacht und dadurch Eindringlinge verrät.
Die Töne entstehen beim Betreten des Bodens durch Verschiebungen von Zapfen, mit denen die Dielen des Fußbodens befestigt sind.
Das Geräusch ähnelt dem Zirpen der japanischen Nachtigall (Japanseidensänger). Dies erklärt den Namen des Fußbodens.
Diese Form der „Alarmanlage“ findet sich zum Beispiel im Nijō-jō, im Eikan-dō und im Tempel Chion-in in Kyōto.